# Janne Happonen
Janne Mikael Happonen, född 18 juni 1984 i Kuopio, är en finsk backhoppare. Hans skidåkningsförening är Puijon Hiihtoseura.

## Karriär
Janne Happonen började med backhoppning 1992. 1 februari 2001 blev han juniorvärldsmästare i laghoppning i polska Karpacz-Szklarska tillsammans med sina finska lagkompisar. Han debuterade i Kontinentalcupen 17 november 2001 i Kuusamo. Veckan senare deltog han i sin första tävling i Världscupen i hemstaden Kuopio och tog en elfte plats. 2002 tog Happonen ytterligare två guldmedaljer i junior-VM, i Schonach im Schwarzwald i Tyskland.
Janne Happonen har deltagit i Världscupen sedan säsongen 2001/2002 og gjorde sitt bästa resultat sammanlagd i säsongen 2007/2008 med en åttonde plats. Janne Happonen har 3 segrar i deltävlingar i världscupen; på hemmaplan i Lahtis 5 mars 2006, skidflygningsbacken Letalnica i Planica i Slovenien 19 mars 2006 och i hemmabacken i Kuopio 3 mars 2008. Han var som bäst i tysk-österrikiska backhopparveckan säsongen 2007/2008 då han blev nummer 10 totalt.
Happonen deltog i Världsmästerskapen i skidflygning 2006 i Kulm i Bad Mitterndorf i Österrike. Där blev han nummer 9 i den individuella tävlingen. I lagtävlingen vann han en silvermedalj tillsammans med lagkamraterna Janne Ahonen, Tami Kiuru och Matti Hautamäki. Under skiflygnings-VM 2008 i Heini Klopfer-backen i Oberstdorf i Tysklandvann Janne Happonen en ny silvermedalj i lagtävlingen tillsammans med Janne Ahonen, Matti Hautamäki och Harri Olli. I den individuella tävlingen blev han nummer fem, 10,2 poäng från prispallen. I VM i skidflygning i Planica 2010 van finländska laget (Harri Olli, Matti Hautamäki, Olli Muotka och Janne Happonenen) bronsmedalj i lagtävlingen. I Vikersund, där skidflygnings-VM arrangerades 2012, blev Janne Happonen nummer 15 i den individuella tävlingen. I lagtävlingen blev Finland nummer åtta. 13 februari 2011 hoppade Happonen 240 meter i Vikersund i Norge, vilket är finsk rekord. 
Under olympiska spelen 2006 i Turin i Italien startade Janne Happonen i tävlingarna i stora backen i Stadio del Trampolino i Pragelato. Han blev nummer 28 i den individuella tävlingen. I lagtävlingen vann Finland (Tami Kiuru, Janne Happonen, Janne Ahonen och Matti Hautamäki) en silvermedalj, 7,4 poäng efter segrarna från Österrike 26,5 poäng före laget från Norge. I OS 2010 i Vancouver i Kanada, blev Happonen nummer 19 i normalbacken. Han blev nummer fyra i lagtävlingen, 15,7 poäng från en bronsmedalj.
Janne Happonen deltog i Skid-VM 2007 i Sapporo i Japan. Där startade han i den individuella tävlingen i stora Ōkurayama-backen. Han misslyckades i tävlingen och kom inte till finalomgången. Han slutade på en 37:e plats.

## Övrigt
Happonen pådrog sig lårbensbrott under sommarträning i tyska Klingenthal juni 2008. Säsongen 2008/2009 blev förstörd.